# فرانز بومارين
فرانز بومارين مواليد 5 ديسمبر 1963، هو مدرب كرة سلة فلبيني ولاعب معتزل. بدأ مسيرته الاحترافية في سنة 1986. يدرب في الرابطة الفلبينية لكرة السلة. يبلغ طوله 5 قدم 9 بوصة (1.8 م). مثّل منتخب بلاده. اعتزل اللعب في 1998. لعب مع سان ميغيل بيرمن وتي إن تي كاتروبا.

## سجل المنافسة
شارك في المنافسات التالية:
- بطولة أمم آسيا لكرة السلة 1985
- دورة الألعاب الآسيوية 1994